# Serranus psittacinus
Serranus psittacinus és una espècie de peix de la família dels serrànids i de l'ordre dels perciformes.

## Morfologia
Els mascles poden assolir els 18 cm de longitud total.

## Distribució geogràfica
Es troba des del Golf de Califòrnia fins al Perú, incloent-hi les Illes Galápagos.